# Armgard (Rietberg)

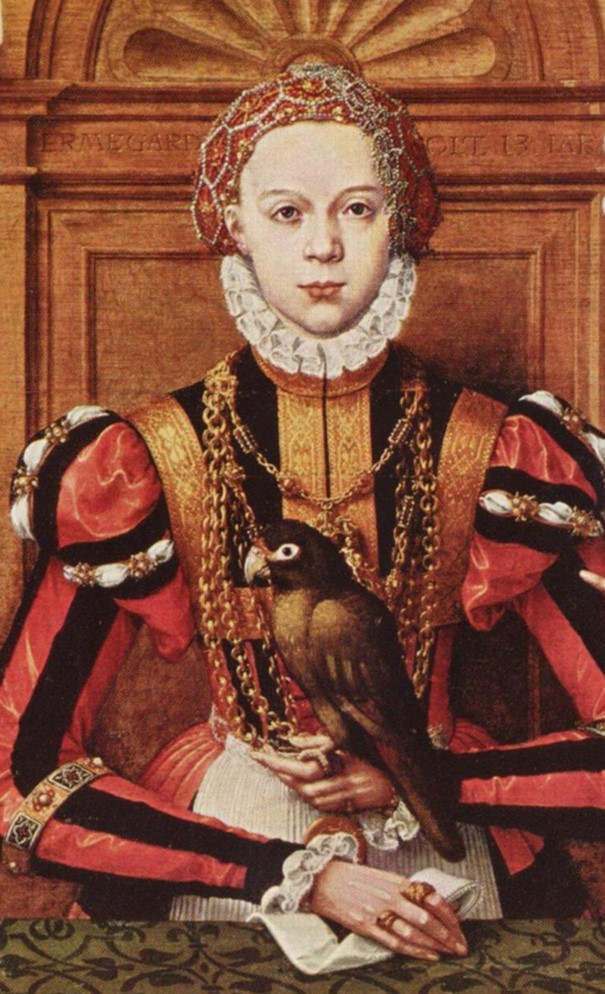
Armgard von Rietberg, Detail eines Familienporträts von Hermann tom Ring (1564)

Armgard von Rietberg (auch Irmgard oder Ermengard; * wahrscheinlich 1555/56
in Rietberg; † 13. Juli 1584) war 1565 bis 1584 Gräfin von Rietberg.
Sie war die ältere der beiden Töchter von Johann II. und Agnes von Bentheim und Steinfurt. Sie heiratete am 3. Januar 1568 Graf Erich von Hoya. In einer Erbteilung am 27. September 1576 erhielt sie Rietberg, ihre Schwester Walburgis das Harlingerland. Nach dem Tod ihres ersten Mannes heiratete sie am 26. Juni 1578 Simon VI. zur Lippe.
Armgard starb am 13. Juli 1584 kinderlos, und die Grafschaft Rietberg fiel an ihre Schwester Walburgis, so dass die Grafschaft und das Harlingerland wieder in einer Hand vereinigt waren.